# Leucania linearis
Leucania linearis là một loài bướm đêm trong họ Noctuidae.